# グナイゼナウ (装甲巡洋艦)
|          |                                                      |
| 艦歴     |                                                      |
| 発注:    | 1904年11月                                           |
| 起工:    | 1904年12月                                           |
| 進水:    | 1906年6月14日                                        |
| 就役:    | 1908年3月6日                                         |
| 退役:    |                                                      |
| その後:  | 1914年12月8日に戦没                                  |
| 除籍:    |                                                      |
| 性能諸元 |                                                      |
| 排水量:  | 12,781 トン                                          |
| 全長:    | 144.6 m (474.75 ft) 143.8 m (472 ft)（水線長）       |
| 全幅:    | 21.6 m (71 ft)                                       |
| 吃水:    | 8.4 m (27.5 ft)                                      |
| 機関:    |                                                      |
| 最大速:  | 22.5ノット (41.7 km/h)                               |
| 兵員:    | 764名                                                |
| 兵装:    | 21cm砲8門 15cm砲6門 88mm砲18門 18インチ魚雷発射管4門 |

グナイゼナウ (SMS Gneisenau) は、ドイツ帝国海軍の装甲巡洋艦。シャルンホルスト級の二番艦である。

## 艦歴

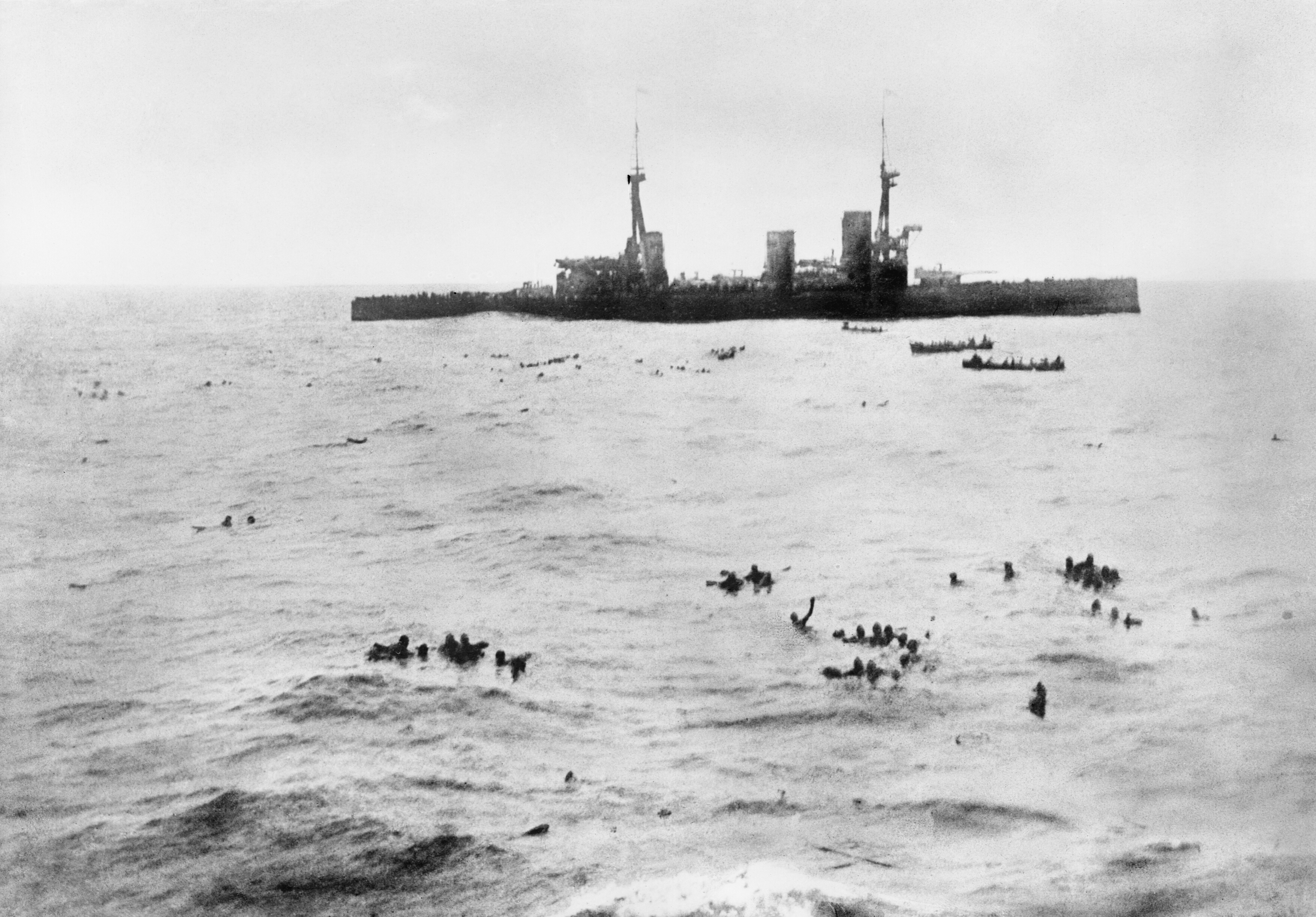
グナイゼナウの乗組員を救助するインフレキシブル

グナイゼナウはブレーメンで1904年12月に起工し、1906年6月14日進水した。1908年3月6日竣工。東アジア巡洋艦戦隊（日本ではドイツ東洋艦隊として知られる）所属となった。第一次世界大戦開戦時、姉妹艦シャルンホルストと共にポナペ島にあった。1914年8月12日にパガン島に移動、14日にはシャルンホルスト、ニュルンベルクと共にパガン島を出港して南米へ向かった。途中ドレスデン、ライプツィヒと合流し、11月1日、チリ、コロネル沖でイギリスの巡洋艦グッド・ホープ、モンマス、グラスゴーからなるイギリス艦隊と交戦、グッド・ホープ、モンマスを撃沈した（コロネル沖海戦）。
チリで補給後大西洋に入り12月8日、フォークランド諸島攻撃に向かったが巡洋戦艦インヴィンシブル、インフレキシブル等からなるイギリス艦隊との戦闘となりシャルンホルスト、ライプツィヒ、ニュルンベルクは撃沈、そしてグナイゼナウも砲撃不能に陥った末に自沈した（フォークランド沖海戦）。水温4度の海に放り出された副長以下約200人が救助されたが、低体温症のため一部が死亡して187人が生還した。